# Jean Wincq
Jean François Wincq (Vorst, 26 september 1899 - concentratiekamp Bergen-Belsen, maart 1945) was een Belgisch volksvertegenwoordiger.

## Biografie
Wincq was leraar in het middelbaar onderwijs tot hij door de bezetter werd afgevoerd naar Bergen-Belsen. Hij werd niettemin benoemd tot volksvertegenwoordiger per 23 mei 1945, als eerste opvolger ter vervanging van de overleden Henri Lepage. Toen bleek dat Wincq was overleden werd de tweede opvolger, Sylvain Sohest, benoemd. Wincq vertegenwoordigde de Parti ouvrier belge en zetelde voor het arrondissement Nijvel.